# Sangsue artificielle

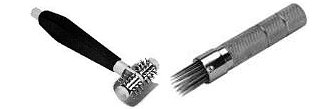
Outil de scarification dit Lebenswecker utilisé avec certains dispositifs de « sangsue artificielle »

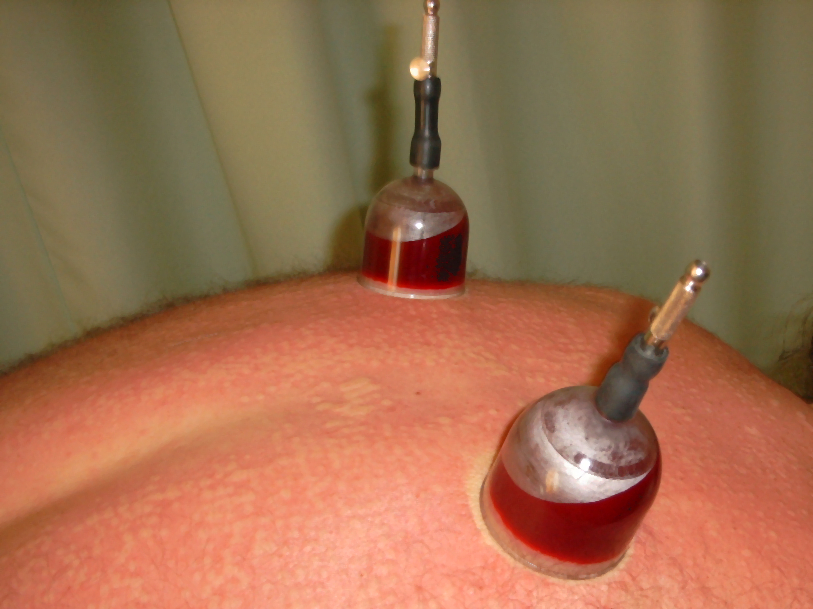
Effet de saignée produit par la méthode Baunscheidt (autrefois aussi dit à « ventouse humide, l’un des types de « sangsue artificielle »

Des dispositifs médicaux dénommés sangsues artificielles, « sangsues mécaniques » (« mechanical Leech pour les anglophones ») et « bdellomètres » ont été inventés au XIXe siècle. Une nouvelle version, récente est - pour la première fois - également conçue pour empêcher la coagulation du sang après la chirurgie reconstructrice.

## Origine (besoins)
Plusieurs motivations ont pu se croiser pour susciter ces inventions, et favoriser leur diffusion :
1. Il fallait pallier le manque de sangsues à usage médicinal, locales dont en Europe : Hirudo medicinalis (alors aussi parfois dénommée sangsue d'Allemagne ou sangsue allemande) et Hirudo officinalis (dite en Europe « sangsue de Hongrie »). Malgré des importations massives (on importait des sangsues même d'Inde via le comptoir de Pondichéry[2].
2. C'était l'une des réponses possibles à l'augmentation du coût des sangsues (à la suite d'une surexploitation de la ressource, ces animaux se raréfiaient dans la nature) et leur prix augmentait régulièrement, d'autant plus que leur vogue (relancée vers 1830 par les théories du docteur François Broussais) a engendré à cette époque une utilisation massive.
3. Les sangsues d'élevage ou conservées en bocaux étaient vulnérables à des épidémies mortelles. Ainsi, à l'automne 1825, le journal hebdomadaire néerlandais Algemeene Konst, attirait l'attention non seulement sur la pénurie croissante de sangsues mais informait ses lecteurs qu'un grand nombre de ces animaux conservés à des fins médicales, étaient morts « sans cause apparente » éventuellement à cause d’un agent infectieux encore inconnu[3].

Partout en Europe on développait des élevages de sangsues, parfois à échelle pré-industrielle, mais une autre solution était d’inventer un dispositif mécanique pour remplacer l’animal suceur de sang.

## Histoire médicale
La « sangsue mécanique » inventé par le Dr et Baron Charles Louis Heurteloup fonctionnait comme une seringue sans aiguille et dont le piston était précisément contrôlé par un pas de vis, aspirant le sang dans un tube de verre, et munie le plus souvent d’un court scarificateur (lancette ou petit couteau couteau circulaire).
Le « bdellomètre » (ainsi nommé en référence au nom d’un groupe d’une famille de sangsues : Bdellidae) provient d’une invention faite en 1817 par Jean-Baptiste Sarlandière, médecin militaire (né à Aix-la-Chapelle le 9 mai 1787 dans une famille de médecins).
À partir de 1819, il est fabriqué à Paris en grande quantité dont pour l’export en Amérique et vers l’Europe du Nord où les sangsues coûtent fort cher.
Le 21 mai 1821, les dirigeants de la Société néerlandaise des sciences ([w:en:Hollandsche Maatschappij der Wetenschappen|Hollandsche Maatschappij der Wetenschappen, fondée en 1752), lors de leur assemblée générale annuelle, se penchent sur l'invention de Sarlandière décrite par Martinus van Marum, secrétaire de la Société, et décident d'organiser un concours à son sujet. À l'époque, la Société néerlandaise des sciences était l'une des principales sociétés scientifiques les plus réputées au monde notamment dans le domaine des sciences et techniques.
Dans le cadre du programme annuel de la société (programme traduit en français avant d'être envoyé aux nombreux membres étrangers de la Société, ainsi qu’à diverses sociétés scientifiques affiliées comme celles de Londres, Paris, Édimbourg, Vienne, Berlin, Saint-Pétersbourg, Turin et Washington), Sarlandière a été informé du fait son bdellomètre ou « sangsue artificielle », comme il l'appelait faisait l’objet d’un concours, mais il est probable qu’il n’ait pas décidé d’y participer avant le début de l’année 1825.
En 1823, le docteur Sarlandière fait confectionner par M. Deleuil un scarificateur intégré dans l’appareil, ce qui permet d’accélérer ou ralentir le débit de sang prélevé. Cet appareil, dénommé bdellomètre a été exposé au Louvre dès sa créationIl est rapidement devenu populaire, jusqu’en Amérique du Nord où se sont vendus de nombreux exemplaires. 
Il s’agit d’un système mécanique de saignée par pompage contrôlé du sang (on ne savait pas prédire combien de sang allait tirer une sangsue ou un groupe de sangsues), mais le bdellomètre permettait un tirage précis (le contrôle de la dose de sang prélevé est important chez l’enfant et la femme enceinte ou des patients très affaiblis).
En 1848, Baunscheidt propose une méthode associant un scarificateur et une ventouse au tirage contrôlé, qui portera son nom (Méthode Baunscheidt)

## Avantages
Tous ces dispositifs présentaient l’intérêt d’un débit contrôlé.
Ils rassuraient aussi certains patients dégoutés par l’aspect de la sangsue, grâce à l’aspect mécanique et scientifique du bdellomètre (ou d’autres types de « sangsue artificielle »).
Les caractères « doux » et « lent » de la sangsue médicinale étaient également préservés, alors que la saignée - par sa lancette - était considérée comme une thérapeutique agressive et trop violente, au moins pour les patients jeunes ou fragiles.

## Inconvénients
À la différence des vraies sangsues, ces appareils n'introduisent pas d'anticoagulant dans l’organisme. Or cet effet anticoagulant s'avèrera ensuite être l’un des principaux intérêts de l’hirudothérapie, par exemple quand il faut rendre le sang liquide pour éviter un rejet de greffe en post-chirurgie.
De plus une sangsue peut être beaucoup plus facile à appliquer sur certaines parties du corps (les zones cartilagineuses et complexes de l’oreille par exemple).

## R&D, prospective
Les dernières variantes de sangsue artificielle datent du tout début du XXIe siècle :
- Inventée par une équipe de chercheurs l'Université du Wisconsin une variante un peu plus biomimétique (pour ses fonctions) ne vise pas seulement à pomper du sang mais surtout à freiner, comme le fait la véritable sangsue, la coagulation du sang, de manière à améliorer l'efficacité de la chirurgie reconstructrice[1]. 
 Il s'agit d'une bulle de verre minuscule, au sein de laquelle le médecin peut faire le vide, associée à un système délivrant un anticoagulant (héparine) au niveau des tissus touchés[1]. Elle présente un avantage par rapport à la vraie sangsue, car pouvant délivrer l'héparine plus profondément, la sangsue n'opérant qu'en surface. Cet appareil peut puiser du sang dans des vaisseaux sanguins plus profonds et plus gros, et ainsi traiter un plus grand volume de tissus, sans introduction de bactéries ou virus[1].
- En 2013, une équipe d'étudiants en génie mécanique de l'Université de l'Utah, aidée d'un médecin et d'un designer a été finaliste récompensée pour un nouveau modèle de sangsue artificielle capable de délivrer de l'héparine[8],[9],[10].